# Mayra Herrera
Mayra Carolina Herrera (ur. 20 grudnia 1988 w Gwatemali) – gwatemalska lekkoatletka specjalizująca się w chodzie sportowym, olimpijka.
W 2012 startowała na pucharze świata w chodzie sportowym, na którym zajęła 25. miejsce w chodzie na 20 kilometrów. W tym samym roku reprezentowała Gwatemalę na igrzyskach olimpijskich w Londynie, na których uplasowała się na 46. pozycji. Czternasta zawodniczka mistrzostw świata (2013).
Rekordy życiowe: chód na 20 kilometrów – 1:30:27 (20 marca 2021, Dudince); chód na 35 kilometrów – 3:02:38 (5 maja 2018, Taicang) rekord Gwatemali; chód na 50 kilometrów – 4:28:30 (5 maja 2018, Taicang).

## Osiągnięcia
| Rok  | Impreza                                | Miejsce        | Konkurencja   | Lokata      | Wynik   |
| ---- | -------------------------------------- | -------------- | ------------- | ----------- | ------- |
| 2012 | Puchar świata w chodzie                | Sarańsk        | chód na 20 km | 25. miejsce | 1:34:46 |
| 2012 | Igrzyska olimpijskie                   | Londyn         | chód na 20 km | 46. miejsce | 1:35:33 |
| 2013 | Mistrzostwa świata                     | Moskwa         | chód na 20 km | 14. miejsce | 1:30:59 |
| 2014 | Puchar świata w chodzie                | Taicang        | chód na 20 km | 28. miejsce | 1:30:41 |
| 2014 | Igrzyska Ameryki Środkowej i Karaibów  | Xalapa         | chód na 20 km | 5. miejsce  | 1:40:51 |
| 2015 | Mistrzostwa świata                     | Pekin          | chód na 20 km | 39. miejsce | 1:39:23 |
| 2016 | Igrzyska olimpijskie                   | Rio de Janeiro | chód na 20 km | –           | DSQ     |
| 2017 | Puchar panamerykański w chodzie        | Lima           | chód na 20 km | 18. miejsce | 1:38:40 |
| 2018 | Drużynowe mistrzostwa świata w chodzie | Taicang        | chód na 50 km | 28. miejsce | 4:28:30 |
| 2019 | Igrzyska panamerykańskie               | Lima           | chód na 50 km | 6. miejsce  | 4:30:52 |
| 2019 | Mistrzostwa świata                     | Doha           | chód na 20 km | 38. miejsce | 1:46:42 |
| 2021 | Igrzyska olimpijskie                   | Tokio          | chód na 20 km | 50. miejsce | 1:44:30 |